# 심플렉틱 기하학
심플렉틱 기하학(영어: Symplectic geometry)은 심플렉틱 다양체를 연구하는 미분기하학 또는 미분위상수학의 한 분야이다. 즉, 닫힌, 비축퇴 제2 미분형식을 갖춘 미분 다양체이다. 심플렉틱 기하학은 특정 고전 물리계의 페이즈 공간이 심플렉틱 다양체의 구조를 취하는 고전역학의 해밀턴 공식화에 기원을 두고 있다.
바일에 의해 도입된 "심플렉틱"이라는 용어는 "복합체"의 칼크이다. 이전에는 "심플렉틱 군"을 "선 복합제 군"이라고 했다. "복합체"는 "함께 땋다"(co- + plexus)를 의미하는 라틴어 com-plexus에서 유래한 반면 심플렉틱은 해당 그리스어 sym-plektikos (συμπλεκτικός)에서 유래했다. 두 경우 모두 줄기는 인도-유럽어 뿌리 *pleḱ 에서 유래한다. 이름은 복소 구조와 심플렉틱 구조 사이의 깊은 연결을 반영한다.
다르부 정리에 따르면 심플렉틱 다양체는 국소적으로 표준 심플렉틱 벡터 공간과 동형이므로 전역(위상) 불변량만 갖는다. 이렇게 심플렉틱 다양체는 전통적인 기하학과는 다르게 국소적 구조가 별로 중요하지 않아서, 심플렉틱 다양체의 전역적 성질을 연구하는 "심플렉틱 위상수학"은 종종 "심플렉틱 기하학"과 같은 의미로 사용된다.

선 복합체를 암시하면서 이전에 내가 주창했던 "복소 군"이라는 이름은, 이것들이 반대칭 쌍선형 형태의 소멸로 정의되기 때문에, 복소수의 "복소"라는 단어와의 충돌을 통해 점점 더 난처해졌다. 따라서 나는 그것을 대응하는 그리스어 형용사 "심플렉스"로 대체할 것을 제안한다. 딕슨은 그것을 처음 연구한 아벨에게 경의를 표하기 위해 그 군을 "아벨 선형군"이라고 불렀다.

## 도입
심플렉틱 기하학은 짝수 차원 미분다양체에서 정의된다. 이 다양체에서 방향을 반영하여 2차원 대상의 크기를 측정할 수 있는 기하적 대상인 심플렉틱 제2 미분 형식이 정의된다. 심플렉틱 기하학의 심플렉틱 형식은 리만 기하학의 리만 계량에 대응하는 역할을 한다. 리만 계량이 길이와 각도를 정의하는 반면, 심플렉틱 형식은 방향이 주어진 넓이를 정의한다.
역사적으로 심플렉틱 기하학은 고전역학의 수리물리학적 연구에서 발생했다. 1차원에서 물체의 운동 궤적을 나타내기 위해 위치 q와 운동량 p가 모두 필요하다. 이는 유클리드 평면 ℝ2에서 점 (p, q)로 표시할 수 있다. 이 경우 심플렉틱 형식은
{\displaystyle \omega =dp\wedge dq}
과 같다. 이는 적분을 통해 평면에서 영역 S의 영역 A를 측정하는 넓이 형식이다.
{\displaystyle A=\int _{S}\omega .}
이 넓이는 보존적 동적계가 시간이 지남에 따라 진화함에 따라 불변이기 때문에 중요하다. 고전 역학의 주요 부분 역시 보존적 동적계에 해당한다.
더 높은 차원의 심플렉틱 기하학은 비슷하게 정의된다. 2n 차원의 심플렉틱 기하학은 2n 차원 미분다양체에 주어지는 방향 쌍
{\displaystyle ((x_{1},x_{2}),(x_{3},x_{4}),\ldots (x_{2n-1},x_{2n}))}
과 심플렉틱 형식
{\displaystyle \omega =dx_{1}\wedge dx_{2}+dx_{3}\wedge dx_{4}+\cdots +dx_{2n-1}\wedge dx_{2n}.}
으로 형성된다. 이 심플렉틱 형식은 공간에서 2n 차원 영역 V의 크기를 방향 쌍에 의해 형성된 각 평면에 대한 V 의 사영 면적의 합으로 산출한다
{\displaystyle A=\int _{V}\omega =\int _{V}dx_{1}\wedge dx_{2}+\int _{V}dx_{3}\wedge dx_{4}+\cdots +\int _{V}dx_{2n-1}\wedge dx_{2n}.}

## 리만 기하학과의 비교
심플렉틱 기하학은 비축퇴 대칭 2차 텐서(리만 계량 텐서)가 장착된 미분 다양체에 대한 연구인 리만 기하학과 많은 유사점과 차이점을 가지고 있다. 리만 다양체의 경우와 달리, 심플렉틱 다양체에는 곡률과 같은 국소적 불변량이 없다. 이것은 2n 차원 심플렉틱 다양체의 임의의 점의 이웃이 ℝ2n의 열린 집합에서 표준 심플렉틱 구조와 동형이라는 다르부 정리의 결과이다. 리만 기하학과의 또 다른 차이점은 모든 미분 가능 다양체에 심플렉틱 형식을 줄 수는 없고 특정 위상을 가진 미분다양체에만 줄 수 있다는 제한이 있다는 것이다. 예를 들어, 모든 심플렉틱 다양체는 짝수 차원이며 가향이다. 추가로, M이 닫힌 심플렉틱 다양체이면 2차 드 람 코호몰로지 군 H2(M )은 자명하지 않다. 이런 성질은, 예를 들어, 심플렉틱 형식을 허용하는 n차원 구가 2차원 구밖에 없다는 것을 의미한다. 두 주제 사이에 그릴 수 있는 평행선은 리만 기하학의 측지선과 심플렉틱 기하학의 준 정칙 곡선 사이의 유사성이다. 리만 기하학에서 측지선은 길이가 극소값인 곡선인 반면, 심플렉틱 기하학에서 준 정칙 곡선은 극소 곡면이다. 두 개념 모두 해당 분야에서 근본적인 역할을 한다.

## 예제 및 구조
모든 켈러 다양체는 심플렉틱 다양체이기도 하다. 1970년대까지 심플렉틱 기하학 전문가들은 켈러 다양체 이외의 콤팩트 심플렉틱 다양체가 존재하는지 아닌지 확신하지 못했지만, 그 이후로 많은 예가 구성되었다(첫 번째는 윌리엄 서스턴이 발표). 특히, 로버트 곰프는 켈러 다양체 예시와 현저한 대조를 이루는, 유한 표현 군이 어떤 심플렉틱 4-다양체의 기본군으로 발생함을 보여주었다.
대부분의 심플렉틱 다양체는 켈러 다양체가 아니라고 말할 수 있다. 따라서 일반적으로 심플렉틱 형식과 호환되는 적분 가능한 복소 구조가 없다. 그러나 미하일 그로모프는 심플렉틱 다양체가 호환되는 버금 복소 구조를 풍부하게 허용하므로 추이 사상이 정칙이어야 한다는 요구 사항을 제외하고 켈러 다양체의 모든 공리를 충족한다는 중요한 관찰을 했다.
그로모프는 심플렉틱 다양체에 버금 복소 구조의 존재를 사용하여 준 정칙 곡선 이론을 개발했으며 현재 그로모프-위튼 불변량으로 알려진 심플렉틱 불변량을 포함하여 심플렉틱 위상수학에서 많은 발전을 가져왔다. 나중에 준 정칙 곡선 기법을 사용하여 안드레아스 플뢰어는 플뢰어 호몰로지로 알려진 심플렉틱 기하학에서 또 다른 중요한 개념을 발명했다.

## 같이 보기
- 접촉 기하학
- 기하학적 역학
- 운동량 사상
- 푸아송 기하학
- 심플렉틱 적분
- 심플렉틱 선형 공간

## 참고 문헌
- Abraham, Ralph; Marsden, Jerrold E. (1978). 《Foundations of Mechanics》. London: Benjamin-Cummings. ISBN 978-0-8053-0102-1.
- Arnol'd, V. I. (1986). “Первые шаги симплектической топологии” [First steps in symplectic topology]. 《Успехи математических наук》 (러시아어) 41 (6(252)): 3–18. doi:10.1070/RM1986v041n06ABEH004221. ISSN 0036-0279.
- McDuff, Dusa; Salamon, D. (1998). 《Introduction to Symplectic Topology》. Oxford University Press. ISBN 978-0-19-850451-1.
- Fomenko, A. T. (1995). 《Symplectic Geometry》 2판. Gordon and Breach. ISBN 978-2-88124-901-3. (An undergraduate level introduction.)
- de Gosson, Maurice A. (2006). 《Symplectic Geometry and Quantum Mechanics》. Basel: Birkhäuser Verlag. ISBN 978-3-7643-7574-4.
- Weinstein, Alan (1981). “Symplectic Geometry” (PDF). 《Bulletin of the American Mathematical Society》 5 (1): 1–13. doi:10.1090/s0273-0979-1981-14911-9.
- Weyl, Hermann (1939). 《The Classical Groups. Their Invariants and Representations》. Reprinted by Princeton University Press (1997). ISBN 0-691-05756-7. MR0000255.